# Від'ємна основа
Нега-позиційна система числення — це позиційна система числення з від'ємною основою. Особливістю таких систем є відсутність знака перед від'ємними числами, тобто відсутність правил знаків. Будь-яке число будь-якої з нега-позиційних систем, відмінне від 0, з непарним числом цифр — додатне, а з парним числом цифр — від'ємне. Часто число в нега-позиційній системі вимагає для запису на одну цифру більше, аніж те ж саме число в системі з позитивною основою. Зазвичай назва нега-позиційної системи складається з префікса нега- і назви відповідної системи числення з додатною основою;
Наприклад, нега-десяткова (b = -10), нега-трійкова (b = -3), нега-двійкова (b = -2) та інші.

## Приклади
| Нега-позиційний запис | Позиційний запис | Подання числа                                                    |
| --------------------- | ---------------- | ---------------------------------------------------------------- |
| 174(-10)              | 34(10)           | 1·(-10)2 + 7·(-10)1 + 4·(-10)0 = 100 − 70 + 4 = 34               |
| 46(-10)               | −34(10)          | 4·(-10)1 + 6·(-10)0 = −40 + 6 = −34                              |
| 11001(-2)             | 1001(2)          | 1·(-2)4 + 1·(-2)3 + 0·(-2)2 + 0·(-2)1 + 1·(-2)0 = 16 − 8 + 1 = 9 |

## Історія
Нега-позиційні системи числення вперше були запропоновані Вітторіо Грюнвальдом у його роботі «Giornale di Matematiche di Battaglini» 23 (стор. 203—221), опублікованій в 1885 році. Грюнвальд описав алгоритми додавання, віднімання, множення, ділення, отримання кореня, ознак подільності й перетворення систем числення.

## Використання
Число x у нега-позиційній системі числення з основою b = -r представляється у вигляді лінійної комбінації числа ступенів -r:
{\displaystyle x=\sum _{k=0}^{n-1}a_{k}(-r)^{k}}, де {\displaystyle a_{k}} — це цілі числа, які називають цифрами ,що задовольняють нерівності {\displaystyle 0\leq a_{k}<r},де {\displaystyle k} — порядковий номер розряду починаючи з нульового, n — число розрядів.
Кожнен ступінь {\displaystyle (-r)^{k}} у такому записі називається розрядом, старшинство розрядів і відповідних їм чисел визначається значенням показника {\displaystyle k}. Зазвичай для ненульового числа {\displaystyle x} вимагають, щоб старша цифра {\displaystyle a_{n-1}} у b-річному поданні {\displaystyle x} була також ненульова.
Нега-позиційні системи можна порівняти із знако-розрядними системами числення, такими як симетрична трійкова система, де основа системи додатна, однак цифри можуть приймати від'ємні значення з деякого проміжку.
Деякі числа мають одне й те ж саме подання в системах числення з основою {\displaystyle b} і {\displaystyle -b} (позиційних й відповідним їм нега-позиційних). Приміром, числа від 100 до 109 однаково записуються в десятковій і нега-десяткових системах числення. Аналогічно:
{\displaystyle 17=2^{4}+2^{0}=(-2)^{4}+(-2)^{0}}
Тобто число 17 має однакове представлення в двійковій і нега-двійковій системах числення — {\displaystyle 10001}.
Подання чисел від -12 до 12 в різних системах числення:
| Десяткове | Нега-десяткове | Двійкове | Нега-двійкове | Трійкове | Нега-трійкове |
| --------- | -------------- | -------- | ------------- | -------- | ------------- |
| -12       | 28             | -1100    | 110100        | -110     | 1210          |
| -11       | 29             | -1011    | 110101        | -102     | 1211          |
| -10       | 10             | -1010    | 1010          | -101     | 1212          |
| -9        | 11             | -1001    | 1011          | -100     | 1200          |
| -8        | 12             | -1000    | 1000          | -22      | 1201          |
| -7        | 13             | -111     | 1001          | -21      | 1202          |
| -6        | 14             | -110     | 1110          | -20      | 20            |
| -5        | 15             | -101     | 1111          | -12      | 21            |
| -4        | 16             | -100     | 1100          | -11      | 22            |
| -3        | 17             | -11      | 1101          | -10      | 10            |
| -2        | 18             | -10      | 10            | -2       | 11            |
| -1        | 19             | -1       | 11            | -1       | 12            |
| 0         | 0              | 0        | 0             | 0        | 0             |
| 1         | 1              | 1        | 1             | 1        | 1             |
| 2         | 2              | 10       | 110           | 2        | 2             |
| 3         | 3              | 11       | 111           | 10       | 120           |
| 4         | 4              | 100      | 100           | 11       | 121           |
| 5         | 5              | 101      | 101           | 12       | 122           |
| 6         | 6              | 110      | 11010         | 20       | 110           |
| 7         | 7              | 111      | 11011         | 21       | 111           |
| 8         | 8              | 1000     | 11000         | 22       | 112           |
| 9         | 9              | 1001     | 11001         | 100      | 100           |
| 10        | 190            | 1010     | 11110         | 101      | 101           |
| 11        | 191            | 1011     | 11111         | 102      | 102           |
| 12        | 192            | 1100     | 11100         | 110      | 220           |

## Переклад в нега-позиційні системи
Нега-позиційне подання числа може бути отримано послідовними поділами з залишком вихідного числа {\displaystyle b=-r} (тобто на основу нега-позиційної системи) і записом поспіль залишків починаючи з останнього. Зауважимо, що якщо {\displaystyle a/b=c}, із залишком {\displaystyle d}, то {\displaystyle bc+d=a}. Приклад перекладу в нега-трійкову систему:
{\displaystyle {\begin{aligned}146&~/~-3=&-48,&~~~d=2\\-48&~/~-3=&16,&~~~d=0\\16&~/~-3=&-5,&~~~d=1\\-5&~/~-3=&2,&~~~d=1\\2&~/~-3=&0,&~~~d=2\\\end{aligned}}}
Отже, нега-трійковим поданням числа 146(10) є число 21102(-3).

Реалізація на C#:
```
static
 
string
 
negaternary
(
int
 
value
)

{

	
string
 
result
 
=
 
string
.
Empty
;

	
while
 
(
value
 
!=
 
0
)

	
{

		
int
 
remainder
 
=
 
value
 
%
 
-
3
;

		
value
 
=
 
value
 
/
 
-
3
;

		
if
 
(
remainder
 
<
 
0
)

		
{

			
remainder
 
+=
 
3
;

			
value
 
+=
 
1
;

		
}

		
result
 
=
 
remainder
.
ToString
()
 
+
 
result
;

	
}

	
return
 
result
;

}

```

## Арифметичні операції

### Додавання
Додавання стовпчиком треба робити як і в звичайній системі, наприклад, якщо ви хочете скласти в нега-десятковій системі числення, то це треба робити як і в десятковій системі числення. Але з одним винятком: якщо при додаванні в будь-якому розряді виходить число не менше 10, то в цей розряд потрібно записати число одиниць отриманого числа, а з сусіднього зліва розряду – відняти одиницю. Якщо зліва немає розряду, то приписати зліва 19 (для нега-десяткової, для нега-трійкової – 12, для нега-двійковій – 11). Наприклад (нега-десяткова система):
```
 ·  ·
 18115
+
  
5487

  3582
```

5+7=12, 2 в розряд одиниць, з сусіднього зліва віднімаємо одиницю. 8+5=13, 3 розряд мінус тисяч, з сусіднього зліва віднімаємо одиницю.
```
  ·
  72
+
  
49

1901
```

2+9=11, 1 в розряд одиниць, від сусіднього зліва віднімаємо одиницю. 6+4=10, 0 в розряд мінус десятків, сусіднього зліва — немає, приписуємо зліва 19.

### Віднімання
Віднімання стовпчиком треба робити як і в звичайній системі, наприклад, якщо ви хочете відняти у нега-десятковій системі числення, то це треба робити як і в десятковій системі числення. Але з одним винятком: якщо при відніманні в якому-небудь розряді треба зайняти десяток, то ви це робите, але з сусіднього зліва розряду ви не віднімаєте одиницю, а, навпаки, додаєте її туди. Якщо зліва немає розряду, то приписати зліва 1. Наприклад (нега-десяткова система):
```
 
1

 52
-
 
39

 33
```

2-9 не можна, займаємо одиницю. 12-9=3, 3 в розряд одиниць, до сусіднього зліва розряду додаємо одиницю. 6-3=3.
```
 2
-

 9

13
```

2-9 не можна, займаємо одиницю. 12-9=3, 3 в розряд одиниць, сусіднього зліва розряду немає, тому приписуємо зліва 1.

### Множення

#### Таблиця множення

##### Таблиця множення в нега-двійковій системі числення
Таблиця множення в нега-двійковій системі числення
| × | 0 | 1 |
| - | - | - |
| 0 | 0 | 0 |
| 1 | 0 | 1 |

##### Таблиця множення в нега-трійковій системі числення
Таблиця множення в нега-трійковій системі числення
| 2 | 0 | 2 | 121 |
| 1 | 0 | 1 | 2   |
| 0 | 0 | 0 | 0   |
| х | 0 | 1 | 2   |

##### Таблиця множення в нега-десятковій системі числення
Таблиця множення в нега-десятковій системі числення
| 1 | 2   | 3   | 4   | 5   | 6   | 7   | 8   | 9   |
| - | --- | --- | --- | --- | --- | --- | --- | --- |
| 2 | 4   | 6   | 8   | 190 | 192 | 194 | 196 | 198 |
| 3 | 6   | 9   | 192 | 195 | 198 | 181 | 184 | 187 |
| 4 | 8   | 192 | 196 | 180 | 184 | 188 | 172 | 176 |
| 5 | 190 | 195 | 180 | 185 | 170 | 175 | 160 | 165 |
| 6 | 192 | 198 | 184 | 170 | 176 | 162 | 168 | 154 |
| 7 | 194 | 181 | 188 | 175 | 162 | 169 | 156 | 143 |
| 8 | 196 | 184 | 172 | 160 | 168 | 156 | 144 | 132 |
| 9 | 198 | 187 | 176 | 165 | 154 | 143 | 132 | 121 |